# G3: Live in Denver
A G3: Live in Denver egy koncertfilm, mely a 2003-as G3 turné 2003. október 20-i, denveri koncertjét örökíti meg. Ugyanebből a turnéból korábban már egy audió CD is megjelent G3: Rockin' in the Free World címmel. A két kiadványon a játszott számok listája különböző.

## Számlista
Joe Satriani
1. Satch Boogie
2. The Extremist
3. Starry Night
4. Midnight
5. The Mystical Potato Head Groove Thing

Steve Vai
1. I Know You're Here
2. Juice
3. I'm The Hell Outta Here

Yngwie Malmsteen
1. Evil Eye
2. Baroque And Roll
3. Acoustic Guitar Solo
4. Adagio
5. Far Beyond The Sun

G3 Jam
1. Rockin' In The Free World
2. Little Wing
3. Voodoo Chile (Slight Return)

## Közreműködők
Joe Satriani
- Matt Bissonette – basszusgitár
- Jeff Campitelli – dobok
- Galen Henson – gitár

Steve Vai
- Tony MacAlpine – gitár és billentyűs hangszerek
- Dave Weiner – gitár
- Billy Sheehan – basszusgitár
- Jeremy Colson – dobok

Yngwie Malmsteen
- Patrick Johannsen – dobok
- Mick Cervino – basszusgitár
- Jocke Svalberg – billentyűs hangszerek